# Georges de Layens
Georges de Layens (1834-1897) est un apiculteur et botaniste français, lauréat de l'Académie des sciences. Il a écrit en coopération avec son cousin Gaston Bonnier, membre de l'institut, professeur à la Sorbonne, un ouvrage couronné par la Société des agriculteurs de France intitulé « Cours complet d'apiculture et conduite d'un rucher isolé ». Ce livre fut publié par l'éditeur Paul Dupont en 1897, et ensuite réédité à de nombreuses reprises, notamment par la Librairie générale d'enseignement en 1946, dépôt légal no 15392.
Georges de Layens est surtout connu comme coauteur avec Gaston Bonnier de toute une série de flores, petites ou grandes, qui ont été elles aussi rééditées à de nombreuses reprises.
Il est connu également pour la mise au point d'une ruche horizontale à cadres avec deux ouvertures qui porte son nom. Il en fait la description et l'usage notamment dans son ouvrage cours complet d'apiculture.

## Ouvrages apicoles
- Gaston Bonnier. (1882). Sur l'attraction des abeilles par les couleurs. Éditeur : [Paris 1882].
- Georges de Layens ; Gaston Bonnier. (1897). Cours complet d'apiculture (Culture des abeilles). Éditeur : Paris : Librairie générale de l'enseignement.
- Georges de Layens. Conseils aux apiculteurs. Éditeur : Paris : P. Dupont, [1800-1986 ?]
- Georges de Layens. (1882). Élevage des abeilles : par les procédés modernes pratique et théorie. Éditeur : Paris : A. Goin, [1882 ?].
- Georges de Layens. (1885). Les abeilles : pratique de leur culture : miel, cire, hydromel. Éditeur : Paris : P. Dupont, 1885.
- Georges de Layens. (1900). Le rucher illustre, erreurs à éviter et conseils à suivre. Éditeur : Paris, Paul Dupont [ca. 1900 ?].
- Georges de Layens. (1900). Élevage des abeilles par les procédés modernes ; théorie et pratique en dix-sept leçons. Éditeur : Paris, Goin.
- Georges de Layens. (1879). Élevage des abeilles par les procédés modernes, théorie et pratique en dix-sept leçons. Éditeur : Paris, Librairie central d'agriculture et de jardinage [1879]
- Georges de Layens ; Gaston Bonnier. (1906). L'hydromel vin hydromellisé, cidre hydromellisé, eau-de-vie de miel, vinaigre de miel. Éditeur : Paris : Librairie générale de l'enseignement, [1906]
- M. Georges de Layens ; Gaston Bonnier. (1907). Curso completo de apicultura : (cultivo de las abejas). Éditeur : Barcelona : F. Granada, 1907.
- Gaston Bonnier. (1907). Le socialisme chez les abeilles : conférence faite à l'Institut général psychologique le 21 décembre 1907. Institut général psychologique. Éditeur : Paris : Au siège de la société, [1907 ?].

## Publications
- Cours complet d'apiculture : M Georges de Layens ; Gaston Bonnier
- Le rucher illustré: erreurs à éviter et conseils à suivre. M. G. de Layens. Édition: Paris; Dupont, [1910?]
- Les abeilles: pratique de leur culture : miel, cire, hydromel. Georges de Layens. Édition: Paris: P. dupont, 1885.
- Le rucher illustré, erreurs à éviter et conseils à suivre. Georges de Layens. Édition: Paris, Paul Dupont [ca. 1900?]